# Bondavin de Draguignan
Bondavin de Draguignan (né vers 1285, mort entre janvier et avril 1361) est un créancier et entrepreneur juif provençal ayant fait fortune à Marseille au début du XIVe siècle.

## Biographie
Fils d’Abraham (mort en 1316) , J. Shatzmiller forge l’hypothèse que Bondavin et son père se sont installés à Marseille tardivement et qu'ils sont originaires de Draguignan, comme le laisse penser leur nom.
Dans la première moitié du XIVe siècle, Bondavin de Draguignan est l'homme d'affaires juif qui passe le plus de commandes commerciales. Il accroit son patrimoine financier et immobilier de façon impressionnante, ce qui atteste à la fois de l'intégration de la communauté juive dans la société englobante et de la confiance que cette dernière lui accorde.
Il se hisse au sommet de la société urbaine marseillaise grâce à sa fortune fondée sur le crédit (plus de 400 prêts octroyés), le commerce maritime et la détention d’un patrimoine foncier.
Il confie douze de ses vaches à trois éleveurs chrétiens par contrat de mégerie et possède des mules, indice d'une participation au transport terrestre.